# Quimby (cràter)
Quimby és un cràter d'impacte en el planeta Venus de 23,2 km de diàmetre. Porta el nom de Harriet Quimby (1884-1912), aviadora estatunidenca, i el seu nom va ser aprovat per la Unió Astronòmica Internacional el 1997.